# コシャマインの戦い
コシャマインの戦い（コシャマインのたたかい）は、1457年に発生したアイヌと和人との戦い。
コシャマインの戦いを伝える文献は、1646年に書かれたとされる『新羅之記録』があるが、戦いから200年後の文献なので検証が必要といわれている。

## 概要
応仁の乱のちょうど10年前の1457年（康正3年、長禄元年）に起きた和人に対するアイヌの武装蜂起。現在の北海道函館市銭亀沢支所管内にあたる志濃里（志苔、志海苔、志法）の和人鍛冶屋と客であるアイヌの男性の間に起きた口論をきっかけに、渡島半島東部の首領コシャマイン（胡奢魔犬、コサマイヌとも呼ばれる）を中心とするアイヌが蜂起、和人を大いに苦しめたが最終的には平定され、松前藩形成の元となった。
製鉄技術を持たなかったアイヌは鉄製品を交易に頼っており、明や渡島半島から道南に進出した和人（渡党、道南十二館などを参照）との取引を行っていた。しかし1449年の土木の変以後、明の北方民族に対する影響力が低下すると明との交易が急激に衰え、和人への依存度が高まった。一方、安藤義季の自害により安藤氏本家が滅亡し、道南地域に政治的空白が生じた。
そこにアイヌの男性「オッカイ」が志濃里の鍛冶屋に小刀（マキリ）を注文したところ、品質と価格について争いが発生した。怒った鍛冶屋がその小刀でアイヌの男性を刺殺したのがこの戦いのきっかけである。なお、「オッカイ」については、『新羅之記録』では「乙孩（おつがい）」とありアイヌ語のokkay（オッカイ）に相当する。『松前年代記』では「乙孩」は「少年夷」の意味としている。また、17世紀初頭に松前に来航したイタリア人アンジェリスも「少年」と訳しており、同時期に記された『松前の言』にも「わらんべの事」としている。『松前の言』が最も古いオッカイを記した文献であり、採集地が道南であることを考慮すると「オッカイ=少年」とすべきとの見解がある。

道南十二館

1456年（康正2年）に発生したこの殺人事件の後、首領コシャマインを中心にアイヌが団結し、1457年5月に和人に向け戦端を開いた。胆振の鵡川から後志の余市までの広い範囲で戦闘が行われ、事件の現場である志濃里に結集したアイヌ軍は小林良景の館を攻め落とした。アイヌ軍はさらに進撃を続け、和人の拠点である花沢と茂別を除く道南十二館の内10までを落としたものの、1458年（長禄2年）に花沢館主蠣崎季繁によって派遣された季繁家臣武田信広によって七重浜でコシャマイン父子が弓で射殺されるとアイヌ軍は崩壊した。
この事件の前年まで道南に滞在していた安東政季の動向などから、事件の背景に当時の北奥羽における南部氏と安東氏の抗争を見る入間田宣夫の見解や、武田信広と下国家政による蝦夷地統一の過程を復元しようとする小林真人の説がある。
アイヌと和人の抗争はこの後も1世紀にわたって続いたが、最終的には武田信広を中心にした和人側が支配権を得た。しかし信広の子孫により松前藩が成った後もアイヌの大規模な蜂起は起こっている（シャクシャインの戦い、クナシリ・メナシの戦い）。
1994年（平成6年）より毎年7月上旬、北海道上ノ国町の夷王山で、アイヌ・和人の有志による慰霊祭が行われている。
2025年（令和7年）の慰霊祭には、蠣崎氏の子孫も初めて参加した。